# Liste der Beiträge für den besten fremdsprachigen Film für die Oscarverleihung 1969
Die folgenden 18 Filme, alle aus verschiedenen Ländern, waren Vorschläge in der Kategorie Bester fremdsprachiger Film für die Oscarverleihung 1969. Die hervorgehobenen Titel waren die fünf letztendlich nominierten Filme, welche aus den Ländern Frankreich, Italien, Sowjetunion, Tschechoslowakei und Ungarn stammen. Der Oscar ging an den sowjetischen Film Krieg und Frieden.

## Beiträge
| Land             | Deutscher Verleihtitel                                               | Sprache(n)    | Originaltitel                                   | Regisseur(e)         | Ergebnis        |
| ---------------- | -------------------------------------------------------------------- | ------------- | ----------------------------------------------- | -------------------- | --------------- |
| Brasilien        | As Amorosas                                                          | Portugiesisch | As Amorosas                                     | Walter Hugo Khouri   | Nicht nominiert |
| Dänemark         | Sie treffen sich, sie lieben sich, und ihr Herz ist voll süßer Musik | Dänisch       | Människor möts och ljuv musik uppstår i hjärtat | Henning Carlsen      | Nicht nominiert |
| BR Deutschland   | Die Artisten in der Zirkuskuppel: ratlos                             | Deutsch       | Die Artisten in der Zirkuskuppel: Ratlos        | Alexander Kluge      | Nicht nominiert |
| Frankreich       | Geraubte Küsse                                                       | Französisch   | Baisers volés                                   | François Truffaut    | Nominiert       |
| Griechenland     | Imperiale                                                            | Griechisch    | Βυζαντινή Ραψωδία (Vyzantini rapsodia)          | George Skalenakis    | Nicht nominiert |
| Indien           | Majhli Didi                                                          | Hindi         | Majhli Didi                                     | Hrishikesh Mukherjee | Nicht nominiert |
| Israel           | Jeder Bastard ein König                                              | Hebräisch     | כל ממזר מלך (Kol mamzer melech)                 | Uri Zohar            | Nicht nominiert |
| Italien          | Mit Pistolen fängt man keine Männer                                  | Italienisch   | La Ragazza con la pistola                       | Mario Monicelli      | Nominiert       |
| Japan            | Kurobes Sonne                                                        | Japanisch     | 黒部の太陽 (Kurobe no Taiyō)                    | Kei Kumai            | Nicht nominiert |
| Jugoslawien      | Es regnet auf mein Dorf                                              | Serbisch      | Bice skoro propast sveta                        | Aleksandar Petrović  | Nicht nominiert |
| Polen            | Das Leben des Matthäus                                               | Polnisch      | Zywot Mateusza                                  | Witold Leszczyński   | Nicht nominiert |
| Rumänien         | Der Tyrann                                                           | Rumänisch     | Columna                                         | Mircea Drăgan        | Nicht nominiert |
| Schweden         | Schande                                                              | Schwedisch    | Skammen                                         | Ingmar Bergman       | Nicht nominiert |
| Sowjetunion      | Krieg und Frieden                                                    | Russisch      | Война и мир (Woina i mir)                       | Sergei Bondartschuk  | Gewonnen        |
| Spanien          | Noch einmal Spanien                                                  | Spanisch      | España otra vez                                 | Jaime Camino         | Nicht nominiert |
| Südkorea         | Cainui huye                                                          | Koreanisch    | 카인의 후예 (Cainui huye)                       | Yu Hyun-mok          | Nicht nominiert |
| Tschechoslowakei | Der Feuerwehrball                                                    | Tschechisch   | Horí, má panenko                                | Miloš Forman         | Nominiert       |
| Ungarn           | Jungs aus der Paulstraße                                             | Ungarisch     | A Pál-utcai fiúk                                | Zoltán Fábri         | Nominiert       |